# Маріно Пушич
Маріно Пушич (босн. Marino Pušić; нар. 18 серпня 1971, Мостар) — боснійсько-хорватський футболіст, по завершенні ігрової кар'єри — футбольний тренер, в 2023-2025 роках очолював донецький «Шахтар».

## Кар'єра

### Ігрова кар'єра
Пушич є вихованцем клубу «Вележ» (Мостар) з рідного міста, з якого перейшов до нідерландського «Де Графсхапа», за який дебютував на дорослому рівні 3 вересня 1989 року, вийшовши на заміну на останні п'ятнадцять хвилин у матчі першого раунду Кубка Нідерландів на виїзді проти «Маркена» (0:3). У середині 1990 року Пушич перейшов до «Гоу Егед Іглз», але і тут пробитись до основної команди не зумів.
Наступного року Маріно став гравцем клубу «Црвена Звезда» (Белград), але його не включили до першої команди, що виграла Кубок європейських чемпіонів сезону 1990/91, і у жодній грі на поле не виходив.
У сезоні 1991/92 Пушич грав за рідний «Вележ», після чого знову перебрався до «Де Графсхапа» у зв'язку з початком війни в Югославії. Там він провів один сезон у резервній команді, а з 1993 року почав грати за аматорський клуб «Реден» у Фірдедивізі Нідерландів.
Влітку 1994 року Пушич опинився на перегляді у німецькому «Кельні». Хоча в клубі було занадто багато іноземних гравців для заявки, у жовтні 1994 року Пушич все ж підписав трирічний контракт з клубом. У результаті півзахисник був змушений грати лише за резервний склад команди, а потім грав за «Ейпен» у третьому дивізіоні Бельгії в сезоні 1995/96.
Після цього він грав за «Бабберіх» у голландській Фірдедивізі до середини 2000 року. З «Бабберіхом» він виграв Кубок Нідерландів серед аматорів у 1997 році. У фіналі на «Де Кейпі» у Роттердамі Пушич забив обидва голи в грі проти клубу СХО (2:0). Він пропустив останні ігри 2000 року, коли клуб йшов до вильоту зі свого дивізіону, адже на той час Пушич уже заявив про свій відхід з команди. Ще до того, на початку 1999 року, він відмовився від переходу до загребського «Динамо».
У сезоні 2000/01 грав за інший аматорський клуб «Де Трефферс», де і завершив кар'єру футболіста. Після цього Маріно також активно займався футзалом.

### Тренер
Після ігрової кар'єри 17 років працював у школі-інтернаті для молоді з проблемами поведінки. Згодом Пушич був тренером у футбольній академії Вітессе/АГОВВ і асистентом тренера в клубах «НАК Бреда», «Інтер» (Баку) та «Твенте».
18 жовтня 2017 року він був призначений тимчасовим головним тренером «Твенте» після відходу Рене Гаке. 29 жовтня 2017 року новим головним тренером був призначений Гертьян Вербек, а Пушич повернувся до ролі асистента. Коли Вербека звільнили 26 березня 2018 року, Пушич знову став тимчасовим головним тренером. Під його керівництвом «Твенте» фінішував останнім і вибув з Ередивізі.
Попри невдачу, 16 червня 2018 року було оголошено, що Пушич стане постійним головним тренером клубу на сезон 2018/19, а Гонсало Гарсія Гарсія — його помічником. Під керівництвом Маріно «Твенте» став чемпіоном Ерстедивізі в сезоні 2018/19 і повернувся в Ередивізі. Після цього 7 травня 2019 року з ним було розірвано контракт, який діяв ще на один сезон, хоча Пушич був визнаний найкращим тренером сезону 2018/19 в Ерстедивізі.
28 травня 2019 року було оголошено, що Пушич стане помічником головного тренера Арне Слота у АЗ (Алкмар). 2021 року Пушич разом із головним тренером перейшов на роботу до «Феєнорда», з яким виборов чемпіонський титул сезону 2022/23.

### Шахтар (Донецьк)
З 24 жовтня 2023 — головний тренер донецького «Шахтаря», замінив на цій посаді нідерландця Патріка ван Леувена. Під його клуб провів менше двох повноцінних сезонів, здобувши золотий дубль у сезоні-2023/24 та отримавши 15-й у своїй історії Кубок України. Але сезон 2024/25 став для клубу історично слабким, клуб посів третє місце в УПЛ, це стало найгіршим результатом клубу за останні 29 років. У травні 2025 року Пушич залишив клуб. Його місце посів Арда Туран, що на той час очолював турецький "Еюпспор".

## Досягнення

### Головний тренер
«Твенте»
- Чемпіон Еерстедивізі: 2018–19

«Шахтар» (Донецьк)
- Чемпіон України: 2023–24
- Володар Кубка України: 2023–24, 2024–25

### Асистент головного тренера
«Феєнорд»
- Чемпіон Нідерландів: 2022–23

## Особисте життя
Також має нідерландське громадянство. Він є братом колишньої гандболістки Ірини Пушич.